# Daimler Dingo
El Daimler Scout Car, más conocido como Daimler Dingo (por el perro salvaje australiano), era un veloz automóvil blindado de reconocimiento 4x4 que también fue empleado para comunicaciones durante la Segunda Guerra Mundial.

## Diseño y desarrollo

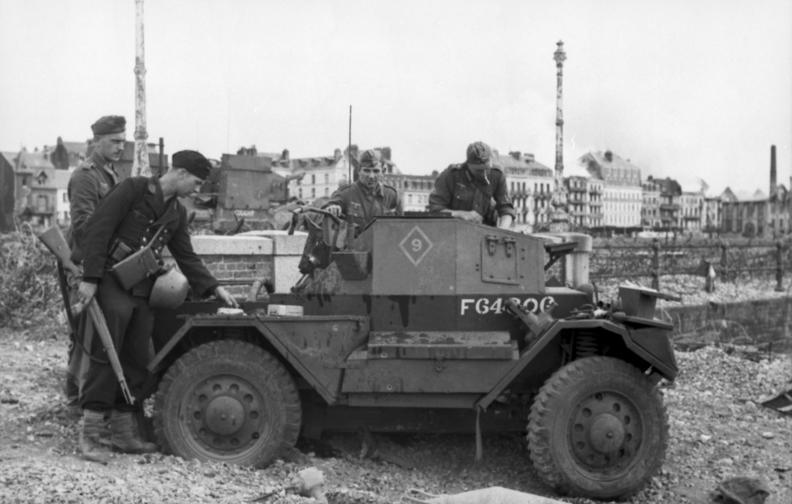
Soldados alemanes inspeccionan un Dingo del Ejército canadiense abandonado durante la Batalla de Dieppe en agosto de 1942.

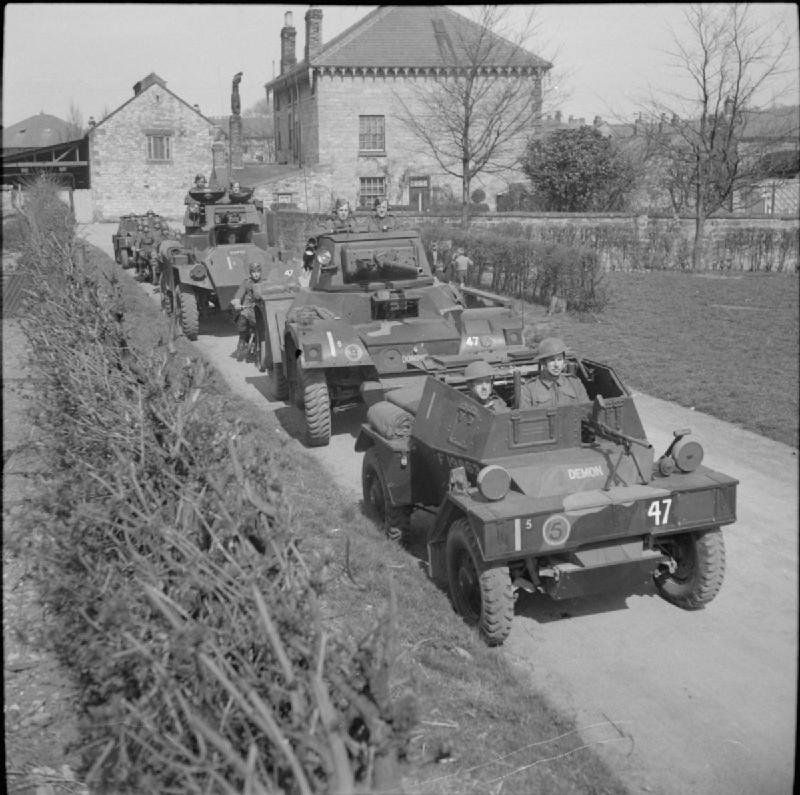
Un Dingo armado con una Bren, seguido por un automóvil blindado Daimler y un automóvil blindado Humber en 1942.

En 1938, el War Office británico emitió una especificación para un vehículo de exploración. Tres fabricantes británicos de automóviles: Alvis Cars, BSA Cycles y Morris fueron invitados a enviar prototipos. La Alvis había estado asociada con Nicholas Straussler y proveyó automóviles blindados a la RAF, la Morris había participado en pruebas y producido automóviles blindados, mientras que la BSA Cycles -cuya casa matriz era la Birmingham Small Arms (BSA) y producía armas- tenía en producción un pequeño vehículo con tracción delantera.
Las pruebas empezaron en agosto de 1938. Todos los vehículos tenían el mismo tamaño y distribución -motor en la parte posterior y tracción a las cuatro ruedas-. El primero en ser eliminado fue el modelo de la Morris -que seguía teniendo poca velocidad incluso después de ser modificado por sus constructores-. El prototipo de la Alvis -conocido como "Dingo"- podía alcanzar 80,4 km/h en un circuito a campo través, pero tenía un alto centro de gravedad.
El prototipo de la BSA estuvo listo en setiembre y fue entregado para las pruebas. Para diciembre, había recorrido 16.093,4 km tanto en carretera como a campo través con pocos problemas mecánicos. La política del War Office cambió a un requisito para un mejor blindaje, por lo cual se necesitaba un techo blindado. En consecuencia, el vehículo de la BSA necesitó un motor más potente y una suspensión reforzada. Fue elegido en lugar del Alvis y la primera orden (172 vehículos) del "Car, Scout, Mark I" se hizo en mayo de 1939. La producción pasó a la Daimler, que era una empresa fabricante de automóviles dentro del conglomerado de compañías de la BSA.
Se reconoció el potencial del diseño, que sirvió de base para el desarrollo de un automóvil blindado más grande - un "Tanque Ligero (Sobre ruedas)" que más tarde sería el Automóvil blindado Daimler.
El primer vehículo de preserie fue construido a fines de 1939, para después ser oficialmente designado como "Daimler Scout Car" aunque ya era conocido con el nombre del modelo de la Alvis: el "Dingo".
Probablemente uno de los mejores vehículos blindados de combate fabricados en Inglaterra durante la guerra, el Dingo era un automóvil blindado compacto de dos plazas, bien protegido para sus dimensiones con 30 mm de blindaje en la parte frontal y propulsado por un motor de gasolina de 6 cilindros en línea de 2500 cc y 55 cv, situado en la parte posterior del vehículo.
Una de las ingeniosas características del diseño del Daimler Dingo era su transmisión, que incluía una caja de cambios con preselector y un acoplador hidráulico que le ofrecía 5 velocidades en ambas direcciones, además de un sistema de dirección a las cuatro ruedas que era posible gracias a su transmisión en H, lo que hacía que tuviese un radio de viraje de 7 m.
Era difícil de controlar para los conductores inexpertos, por lo que la dirección en las ruedas posteriores fue eliminada en los modelos posteriores, a costa de aumentar en 65% el radio de viraje hasta los 12 m.
La distribución en H de su transmisión contribuyó grandemente a su baja silueta, agilidad y -una importante consideración en cualquier vehículo empleado en tares de reconocimiento- un motor y transmisión excepcionalmente silenciosos. La energía del motor iba hacia una caja de transferencia ubicada en el centro y un solo diferencial impulsaba independientemente los cardanes del lado izquierdo y del lado derecho, que a su vez hacían girar cada rueda. Esta distribución sumamente compacta resultó en un vehículo con baja altura y fondo plano que le permitía al Daimler Dingo deslizarse sobre terreno irregular, aunque esta característica hizo que sea muy vulnerable ante las minas.
No llevaba una rueda de repuesto, porque no era considerada necesaria debido al uso de llantas de goma run-flat (casi macizas) en lugar de neumáticos vulnerables a perforaciones. A pesar de sus duras llantas, la suspensión independiente de resorte helicoidal le ofrecía un recorrido vertical de aproximadamente 20 cm a cada rueda y hacía que el viaje fuese muy confortable.
Un asiento giratorio detrás del conductor le permitía al segundo tripulante operar la radio No. 19 o la ametralladora Bren según el caso.
El Daimler Dingo se mantuvo en producción durante la guerra, pero para incrementarla, su diseño fue cedido a la Ford Canada, que construyó un vehículo equivalente (“Scout Car, Ford, Mk.I”, también llamado “Lynx”) con un motor Ford V8 de 95 cv, transmisión y ruedas más potentes. El vehículo resultante, que exteriormente se parecía al Daimler Dingo en su disposición y forma del chasis, era más grande (aproximadamente 30,5 cm más largo, ancho y alto), una tonelada y media más pesado, menos ágil (el radio de viraje se incrementó a 14,3 m) y ruidoso. A pesar de ser resistente y fiable, no era tan popular como el Daimler Dingo, especialmente en misiones encubiertas de captación de información.
Entre 1939 y 1945, en total se produjeron 6626 Daimler Dingo (todos los modelos); entre 1942 y 1945 se produjeron 3255 Lynx.

## Historial de combate
El Daimler Dingo entró en combate con la Fuerza Expedicionaria Británica (1ª División y el 4º del Royal Northumberland Fusiliers) durante la Batalla de Francia. Demostró ser tan exitoso, que no se buscó un reemplazo hasta 1952, cuando entró en producción el Daimler Ferret. Sus principales usuarios fueron las unidades de reconocimiento, estando una habitual tropa de reconocimiento de fines de la guerra formada por dos automóviles blindados Daimler y dos Daimler Dingo. El vehículo era muy buscado, algunos Dingo dañados siendo recuperados de chatarrerías y reacondicionados para su uso como vehículos particulares. Uno de estos vehículos fue reconstruido en 1944 en Normandía por mecánicos de la REME del 86.º Regimiento Antitanque de la Royal Artillery a partir de dos Daimler Dingo dañados. Ellos utilizaron el vehículo por una semana antes de ser requisado por un oficial de alto mando.
En 1968, R.E. Smith escribió que todos los Daimler Dingo habían sido retirados de servicio —excepto uno que era empleado como automóvil particular en la base de una unidad blindada—, pero algunos pueden haber quedado en los depósitos del Ejército Territorial en aquella fecha. Además, varios fueron comprados a Canadá por la Fuerza de Defensa de la Unión después de la Segunda Guerra Mundial, aunque pocos ejemplares sudafricanos han sobrevivido al presente, siendo también obtenidos en grandes cantidades para las patrullas de la Commonwealth durante la Emergencia Malaya. Estados Unidos compró 10 Daimler Dingo para emplearlos en misiones de enlace durante la Guerra de Vietnam, probándose al menos un prototipo estadounidense con torreta en el 7º Regimiento de Caballería. A mediados de la década de 1970, el Daimler Dingo todavía era empleado por Chipre, Portugal y Sri Lanka. Algunos pueden estar almacenados como reserva en otros países. Los vehículos sobrevivientes son populares entre los recreadores históricos, con los Daimler Dingo restaurados alcanzando un alto precio.[cita requerida]

## Variantes

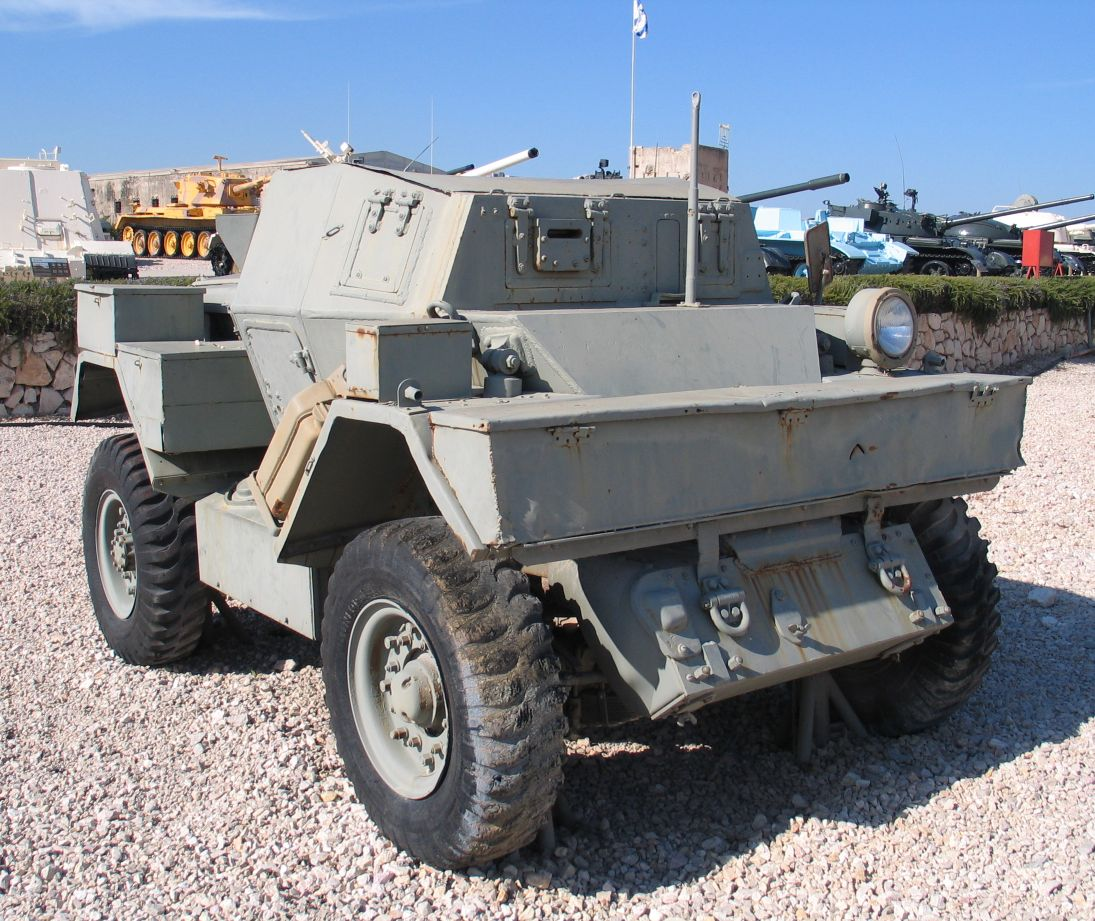
El Ford Lynx Mk I del Museo Yad La-Shiryon, Israel.

Desde 1939 hasta 1945 se produjeron 6626 vehículos. El Daimler Dingo tuvo 5 variantes, que se distinguían por mejoras mínimas.
Mk I
Modelo original con dirección a las cuatro ruedas y techo deslizante.
Mk IA
Como el Mk I, pero con techo plegable.
Mk IB
Entrada de aire para enfriamiento del motor invertida y rejillas blindadas del radiador mejoradas.
Mk II
Como el Mk IB, pero con dirección solo en las ruedas delanteras y equipos de iluminación mejorados
Mk III
Producido con un sistema de encendido eléctrico impermeable. No tenía techo.
Lynx Scout Car
Un vehículo muy similar, el Lynx Scout Car o "Car, Scout, Ford Mark I", fue producido por la Ford Canada en Windsor, Ontario. El diseño del Lynx monntó el casco de un Dingo sobre un chasis equipado con tracción a las cuatro ruedas y transmisión convencional. Aunque el motor era mucho más potente, la caja de cambios y la suspensión eran inferiores. El modelo entró en servicio hacia 1943.
Mk I
Mk II
Chasis reforzado, sin techo. Más espacio de almacenaje y rejillas blindadas del radiador mejoradas.
El Lancia Lince fue una copia del Dingo, desarrollado por Lancia en Italia. Se produjeron 129 Lancia Lince entre 1943 y 1944, los cuales fueron empleados por fuerzas alemanas y de la RSI.